# Nationale Straßen-Radsportmeister 2005
| Nation                   | Straßenrennen – Männer         | Einzelzeitfahren – Männer      | Straßenrennen – Frauen        | Einzelzeitfahren – Frauen     |
| ------------------------ | ------------------------------ | ------------------------------ | ----------------------------- | ----------------------------- |
| Argentinien              | Gustavo Mario Toledo           | Guillermo Brunetta             | Paola Liliana Toane           | Valeria Müller                |
| Australien               | Robbie McEwen                  | Nathan O’Neill                 | Lorian Graham                 | Oenone Wood                   |
| Belgien                  | Serge Baguet                   | Marc Wauters                   | Corine Hierckens              | Natacha Maes                  |
| Bolivien                 | Horacio Gallardo               | nicht ausgetragen              | nicht ausgetragen             | nicht ausgetragen             |
| Brasilien                | Roberson Figueiredo            | Pedro Nicácio                  | Clemilda Fernandes Silva      | Camila Pinheiro               |
| Bulgarien                | Iwajlo Gabrowski               | Iwajlo Gabrowski               | nicht ausgetragen             | nicht ausgetragen             |
| Burkina Faso             | Jérémie Ouédraogo              | nicht ausgetragen              | nicht ausgetragen             | nicht ausgetragen             |
| Chile                    | Juan Francisco Cabrera         | nicht ausgetragen              | nicht ausgetragen             | nicht ausgetragen             |
| Costa Rica               | Paulo Vargas                   | Federico Ramírez               | nicht ausgetragen             | nicht ausgetragen             |
| Dänemark                 | Lars Bak                       | Michael Blaudzun               | Dorte Lohse Rasmussen         | Dorte Lohse Rasmussen         |
| Deutschland              | Gerald Ciolek                  | Michael Rich                   | Regina Schleicher             | Judith Arndt                  |
| Elfenbeinküste           | Abdoulaye Sessouma             | nicht ausgetragen              | nicht ausgetragen             | nicht ausgetragen             |
| Estland                  | Jaan Kirsipuu                  | Jaan Kirsipuu                  | Grete Treier                  | Grete Treier                  |
| Finnland                 | Jussi Veikkanen                | Tommi Martikainen              | Pia Sundstedt                 | Tiina Nieminen                |
| Frankreich               | Pierrick Fédrigo               | Sylvain Chavanel               | Magali Le Floc’h              | Edwige Pitel                  |
| Griechenland             | Vasilis Anastopoulos           | Ioannis Tamouridis             | Anastasia Pastourmatzi        | Anastasia Pastourmatzi        |
| Großbritannien           | Russell Downing                | Stuart Dangerfield             | Nicole Cooke                  | Julia Shaw                    |
| Guatemala                | Johnny Morales                 | nicht ausgetragen              | nicht ausgetragen             | nicht ausgetragen             |
| Iran                     | Mahdi Sohrabi                  | Mahdi Sohrabi                  | nicht ausgetragen             | nicht ausgetragen             |
| Irland                   | David O’Loughlin               | David McCann                   | Siobhán Dervan                | nicht ausgetragen             |
| Israel                   | Maxim Burluzky                 | Gali Ronen                     | nicht ausgetragen             | nicht ausgetragen             |
| Italien                  | Enrico Gasparotto              | Marco Pinotti                  | Silvia Parietti               | Tatiana Guderzo               |
| Japan                    | Hidenori Nodera                | Makoto Iijima                  | Miho Oki                      | Miyoko Karami                 |
| Kanada                   | François Parisien              | Svein Tuft                     | Geneviève Jeanson             | Sue Palmer-Komar              |
| Kasachstan               | Alexander Winokurow            | Dmitri Murawjow                | Sulfija Sabirowa              | Sulfija Sabirowa              |
| Kolumbien                | Walter Pedraza                 | Iván Parra                     | nicht ausgetragen             | nicht ausgetragen             |
| Kroatien                 | Matija Kvasina                 | Martin Čotar                   | nicht ausgetragen             | nicht ausgetragen             |
| Kuba                     | Damian Martínez                | Luis Romero Amarán             | nicht ausgetragen             | nicht ausgetragen             |
| Lettland                 | Aleksejs Saramotins            | Raivis Belohvoščiks            | nicht ausgetragen             | nicht ausgetragen             |
| Litauen                  | Aivaras Baranauskas            | Raimondas Rumšas               | Inga Čilvinaitė               | Svetlana Pauliukaitė          |
| Luxemburg                | Fränk Schleck                  | Andy Schleck                   | Nathalie Lamborelle           | nicht ausgetragen             |
| Malaysia                 | Amiruddin Jamaludin            | nicht ausgetragen              | nicht ausgetragen             | nicht ausgetragen             |
| Malta                    | Roderick Muscat                | Etienne Bonello                | Stefania Magri                | Michelle Wood                 |
| Marokko                  | Abdelatif Saadoune             | nicht ausgetragen              | nicht ausgetragen             | nicht ausgetragen             |
| Mexiko                   | Domingo González               | nicht ausgetragen              | nicht ausgetragen             | nicht ausgetragen             |
| Mongolei                 | Dschamsrangiin Öldsii-Orschich | Dschamsrangiin Öldsii-Orschich | Dschamsrangiin Öldsii-Solongo | Dschamsrangiin Öldsii-Solongo |
| Namibia                  | Dan Craven                     | nicht ausgetragen              | nicht ausgetragen             | nicht ausgetragen             |
| Neuseeland               | Gordon McCauley                | Robin Reid                     | Sarah Ulmer                   | Sarah Ulmer                   |
| Niederlande              | Léon van Bon                   | Thomas Dekker                  | Janneke Vos                   | Suzanne de Goede              |
| Niederländische Antillen | Jaime Perestrello              | nicht ausgetragen              | Gerda Fokker                  | Gerda Fokker                  |
| Norwegen                 | Morten Christiansen            | Thor Hushovd                   | Anita Valen de Vries          | Anita Valen de Vries          |
| Österreich               | Gerrit Glomser                 | Hans-Peter Obwaller            | Andrea Kraus                  | Christiane Soeder             |
| Paraguay                 | Fernando Rolón                 | Gustavo Carlson                | nicht ausgetragen             | nicht ausgetragen             |
| Peru                     | José Valverde                  | Gustavo Ríos                   | nicht ausgetragen             | nicht ausgetragen             |
| Polen                    | Adam Wadecki                   | Piotr Mazur                    | Paulina Brzeźna               | Bogumiła Matusiak             |
| Portugal                 | Joaquim Andrade                | Cândido Barbosa                | Isabel Caetano                | nicht ausgetragen             |
| Russland                 | Sergei Iwanow                  | Wladimir Gussew                | Julija Martissowa             | Swetlana Bubnenkowa           |
| Rumänien                 | Dan Diaconu                    | Alexandru Ciocan               | nicht ausgetragen             | nicht ausgetragen             |
| Schweden                 | Jonas Ljungblad                | Petter Renäng                  | Susanne Ljungskog             | Emma Johansson                |
| Schweiz                  | Martin Elmiger                 | Fabian Cancellara              | Sereina Trachsel              | Karin Thürig                  |
| Serbien und Montenegro   | Ivan Stević                    | Žolt Der                       | Zorica Milićević-Antić        | Zorica Milićević-Antić        |
| Singapur                 | Junaidi Hashim                 | nicht ausgetragen              | nicht ausgetragen             | nicht ausgetragen             |
| Simbabwe                 | Conway Mohamed                 | Dave Martin                    | Linda Davidson                | nicht ausgetragen             |
| Slowakei                 | Martin Prázdnovský             | Matej Jurčo                    | nicht ausgetragen             | nicht ausgetragen             |
| Slowenien                | Mitja Mahorič                  | Gregor Gazvoda                 | nicht ausgetragen             | nicht ausgetragen             |
| Spanien                  | Juan Manuel Gárate             | José Iván Gutiérrez            | María Isabel Moreno           | Eneritz Iturriagaechevarria   |
| Südafrika                | Ryan Cox                       | Tiaan Kannemeyer               | Ronel van Wyk                 | Anke Erlank                   |
| Tschechien               | Ján Svorada                    | Ondřej Sosenka                 | Lada Kozlíková                | Lada Kozlíková                |
| Tunesien                 | Ayman Ben Hassine              | nicht ausgetragen              | nicht ausgetragen             | nicht ausgetragen             |
| Ukraine                  | Mychajlo Chalilow              | Andrij Hrywko                  | Walentyna Karpenko            | Iryna Schpyljowa              |
| Ungarn                   | László Garamszegi              | Csaba Szekeres                 | Mónika Király                 | nicht ausgetragen             |
| Usbekistan               | Sergey Lagutin                 | Sergey Lagutin                 | nicht ausgetragen             | nicht ausgetragen             |
| Venezuela                | Wilmer Vásquez                 | nicht ausgetragen              | Blendys Rojas                 | nicht ausgetragen             |
| Vereinigte Staaten       | Chris Wherry                   | Chris Baldwin                  | Katheryn Curi Mattis          | Kristin Armstrong             |
| Belarus                  | Aljaksandr Kuschynski          | Wassil Kiryjenka               | Tatjana Scharakowa            | Tatjana Scharakowa            |